# Karl Gengler
Karl Gengler (* 8. Oktober 1886 in Hagenau, Elsass; † 9. Oktober 1974 in Rottweil, laut seiner Geburtsurkunde Carl Gengler) war ein deutscher Politiker (Zentrum, CDU).

## Leben und Beruf
Gengler wurde 1886 als Sohn des Johann Gengler und seiner späteren Ehefrau Barbara Gengler geborenen Gangloff in der Stadt Hagenau im Elsass geboren. Zum Zeitpunkt seiner Geburt waren seine Eltern nicht verheiratet. Er wurde als Carl Gangloff geboren und am 10. Januar 1893 nach Eheschließung der Eltern in Carl Gengler umbenannt.
Gengler, der römisch-katholischen Glaubens war, wurde 1945 Geschäftsführer der AOK in Rottweil. 1948/49 war er Präsident des Landesarbeitsamtes für Württemberg-Hohenzollern.

## Politik
Gengler war von 1919 bis 1933 für das Zentrum Landtagsabgeordneter des württembergischen Landtags.
Nach dem Zweiten Weltkrieg beteiligte sich Gengler an der Gründung der CDU. Er wurde bei der konstituierenden Sitzung der Beratenden Landesversammlung des Landes Württemberg-Hohenzollern am 22. November 1946 zu deren Präsidenten gewählt. Am 21. Februar 1947 wurde er bei einem Verkehrsunfall auf dem Weg von Bebenhausen nach Rottweil verletzt, so dass er erst wieder in der letzten Sitzung der Beratenden Landesversammlung am 9. Mai 1947 teilnehmen konnte.
Landtagspräsident blieb er auch im Landtag von Württemberg-Hohenzollern von 1947 bis 1952. Ab der ersten Wahl bis 1957 gehörte er dem Deutschen Bundestag an. Er gewann 1949 wie 1953 das Direktmandat im Wahlkreis Rottweil. Im Bundestag war er stellvertretender Vorsitzender des Ausschusses für Geschäftsordnung und Immunität und bis zum 7. Juni 1950 außerdem stellvertretender Vorsitzender des Organisationsausschusses.
Nach seinem Ausscheiden aus dem Bundestag war er von 1957 bis 1960 Kreisvorsitzender der CDU in Rottweil.

## Ehrungen
- 1952: Verdienstkreuz (Steckkreuz) der Bundesrepublik Deutschland
- 1955: Großes Verdienstkreuz der Bundesrepublik Deutschland
- 1966: Großes Verdienstkreuz mit Stern der Bundesrepublik Deutschland